# Fiona Bruce
Fiona Elizabeth Bruce (Singapore, 25 aprile 1964) è una giornalista britannica.
Nel 1989 inizia la sua attività lavorativa nella BBC come ricercatrice per il programma Panorama; da allora è diventata la giornalista del notiziario BBC News at Ten, oltre a presentare molti programmi di punta nell'emittente britannica, tra cui BBC News at Six, Crimewatch, Real Story, Antiques Roadshow e Fake or Fortune? e Art Investigation. Dal 10 gennaio 2019 è anche la presentatrice del programma televisivo Question Time in onda su BBC One. Parla l'italiano fluentemente.